# Gustav Cassel
Gustav Karl Cassel (ur. 20 października 1866 w Sztokholmie, zm. 15 stycznia 1945 w Jönköping) – szwedzki ekonomista, przedstawiciel szwedzkiej szkoły w ekonomii. W latach 1907–1933 profesor Uniwersytetu w Sztokholmie. Zwolennik liberalizmu gospodarczego. Zajmował się teorią cen, teorią procentu i problematyką pieniądza. Wprowadził pojęcie tzw. dyspozycji kapitałowej. Jego uczniem był ekonomista, minister handlu i laureat Nagrody im. Alfreda Nobla Bertil Ohlin.

## Dzieła
- Istota i konieczność procentu (1903)
- Teoretyczna ekonomia społeczna (1918)
- Zagadnienie pieniężne świata (1921-1922)
- Upadek złotego standardu (1936)
- Współczesne tendencje monopolistyczne (1937)